# Doudou Camara
Pour les articles homonymes, voir Camara.
Doudou Leydi Camara, né le 23 juillet 1947 à Dakar et mort dans la même ville le 18 juillet 2024, est un joueur sénégalais de basket-ball.

## Carrière
Avec l'équipe du Sénégal, Doudou Camara remporte le Championnat d'Afrique de basket-ball 1968 au Maroc et le Championnat d'Afrique de basket-ball 1972 au Sénégal,. Il participe aussi au tournoi de basket-ball aux Jeux olympiques d'été de 1968 à Mexico et aux Jeux olympiques d'été de 1972 à Munich.